# Planodema griseolineata
Planodema griseolineata là một loài bọ cánh cứng trong họ Cerambycidae.